# Maastrichtska pogodba
Maastrichtska pogodba (uradno Pogodba o Evropski uniji, s kratico PEU) je mednarodna pogodba, ki so jo 7. februarja 1992 v nizozemskem Maastrichtu podpisale države članice Evropske skupnosti in ki je, ko je 1. novembra 1993 stopila v veljavo, politično in pravno združila države članice. Pogodba o Evropski uniji je bila podpisana v Maastrichtu v navzočnosti predsednika Evropskega parlamenta Egona Klepscha.
Voditelji 12 držav so se v Maastrichtu na pogovorih zbrali že decembra 1991. Maastrichtska pogodba je:
- ustanovila Evropsko unijo na treh stebrih: 
  - evropske skupnosti (Evropska skupnost za premog in jeklo, Evropska gospodarska skupnost, Evropska skupnost za jedrsko energijo),
  - skupna zunanja in varnostna politika,
  - sodelovanje na področju pravosodja in notranjih zadev.
- uvedla državljanstvo Evropske unije, ki ne nadomešča nacionalnega državljanstva, temveč ga dopolnjuje. Vsakdo, ki ima državljanstvo države članice, je hkrati državljan Unije.
- uvedla Gospodarsko in denarno unijo (GDU), oziroma evropsko monetarno unijo (EMU).
- uvedla evro.
- Evropski varuh človekovih pravic
- Odbor regij

Pogodba o Evropski uniji je bila kasneje spremenjena z Amsterdamsko pogodbo (1997) in Niško pogodbo (2003). Ob tem se prične Konvencija o prihodnosti Evropske unije. Neuspešnost  Pogodbe o Ustavi za Evropo, ki bi popolnoma spremenila Maastrichtsko pogodbo, pomeni korak nazaj, a sprejmejo Lizbonsko pogodbo, ki prečisti obe obstoječi pogodbi o Evropski uniji in jim doda Listino o temeljnih pravicah EU, ki po Niški pogodbi postane del prava EU.  
Ob sklenitvi Pogodbe o Evropski uniji je le ta obsegala vse obstoječe evropske skupnosti. Po prenehanju veljave Evropske skupnosti za premog in jeklo leta 2002, so naslednje pogodbe spreminjale vzajemno sodelovanje skupnosti, a Evropska unija sama po sebi ni imela položaja pravne osebe, torej sama po sebi ni mogla prevzemati pravne odgovornosti. To ni več ovira po podpisu Lizbonske pogodbe.  
Pogodba o Evropski uniji je vidno povečala pristojnosti Evropske unije v odnosu do članic. Je tudi podlaga za Schengenski sporazum.  
| Podpisan Veljaven Dokument    | 1948 Bruseljska pogodba                                          | 1951 1952 Pariška pogodba   | 1954 1955 Modificirana bruseljska pogodba   | 1957 1958 Rimska pogodba                    | 1965 1967 Pogodba o združitvi               | 1975 N/A Sklep Evropskega sveta             | 1985 1995 Schengenski sporazum              | 1986 1987 Enotni evropski akt               | 1992 1993 Maastrichtska pogodba             | 1992 1993 Maastrichtska pogodba | 1997 1999 Amsterdamska pogodba | 2001 2003 Pogodba iz Nice | 2007 2009 Lizbonska pogodba | 2007 2009 Lizbonska pogodba |  |
|                               |                                                                  |                             |                                             |                                             |                                             |                                             |                                             |                                             |                                             |                                 |                                |                           |                             |                             |  |
| Trije stebri Evropske unije : |                                                                  |                             |                                             |                                             |                                             |                                             |                                             |                                             |                                             |                                 |                                |                           |                             |                             |  |
| Evropske skupnosti:           |                                                                  |                             |                                             |                                             |                                             |                                             |                                             |                                             |                                             |                                 |                                |                           |                             |                             |  |
|                               | Evropska skupnost za jedrsko energijo (EURATOM)                  |                             |                                             |                                             |                                             |                                             |                                             |                                             |                                             |                                 |                                |                           |                             |                             |  |
|                               |                                                                  |                             | Evropska skupnost za premog in jeklo (ESPJ) | Evropska skupnost za premog in jeklo (ESPJ) | Evropska skupnost za premog in jeklo (ESPJ) | Evropska skupnost za premog in jeklo (ESPJ) | Pogodba potekla l. 2002                     | Pogodba potekla l. 2002                     | Pogodba potekla l. 2002                     |                                 | Evropska unija (EU)            | Evropska unija (EU)       |                             |                             |  |
|                               |                                                                  |                             | Evropska gospodarska skupnost (EGS)         |                                             |                                             |                                             |                                             |                                             |                                             |                                 | Evropska unija (EU)            | Evropska unija (EU)       |                             |                             |  |
|                               |                                                                  |                             |                                             | Schengenska pravila                         |                                             |                                             | Evropska skupnost (EC)                      | Evropska skupnost (EC)                      |                                             |                                 | Evropska unija (EU)            | Evropska unija (EU)       |                             |                             |  |
|                               |                                                                  | TREVI                       | TREVI                                       | TREVI                                       | Pravo in notranje zadeve                    |                                             | Evropska skupnost (EC)                      | Evropska skupnost (EC)                      |                                             |                                 | Evropska unija (EU)            | Evropska unija (EU)       |                             |                             |  |
|                               | Policijsko in pravosodno sodelovanje v kazenskih zadevah (PPSKZ) | TREVI                       | TREVI                                       | TREVI                                       | Pravo in notranje zadeve                    |                                             |                                             |                                             |                                             |                                 | Evropska unija (EU)            | Evropska unija (EU)       |                             |                             |  |
|                               |                                                                  |                             |                                             |                                             | Evropsko politično sodelovanje (EPS)        | Skupna zunanja in varnostna politika (SZVP) | Skupna zunanja in varnostna politika (SZVP) | Skupna zunanja in varnostna politika (SZVP) | Skupna zunanja in varnostna politika (SZVP) |                                 | Evropska unija (EU)            | Evropska unija (EU)       |                             |                             |  |
| Nepovezana telesa             | Nepovezana telesa                                                | Zahodnoevropska unija (WEU) | Zahodnoevropska unija (WEU)                 | Zahodnoevropska unija (WEU)                 | Zahodnoevropska unija (WEU)                 | Zahodnoevropska unija (WEU)                 | Zahodnoevropska unija (WEU)                 |                                             |                                             |                                 |                                | Evropska unija (EU)       |                             |                             |  |
| Nepovezana telesa             | Nepovezana telesa                                                | Zahodnoevropska unija (WEU) | Zahodnoevropska unija (WEU)                 | Zahodnoevropska unija (WEU)                 | Zahodnoevropska unija (WEU)                 | Zahodnoevropska unija (WEU)                 | Zahodnoevropska unija (WEU)                 | Pogodba preklicana l. 2011                  |                                             |                                 |                                |                           |                             |                             |  |
|                               |                                                                  |                             |                                             |                                             |                                             |                                             |                                             |                                             |                                             |                                 |                                | p · p · u · z             |                             |                             |  |